# Antoine Rey
Antoine Rey (* 25. August 1986) ist ein Schweizer Fussballspieler. auf der Position eines Mittelfeldspielers. Seit der Saison 2019/20 spielt er beim FC Mendrisio im Tessin.

## Karriere

### Vereine
Rey stiess am 1. Juli 2002 von der Jugendakademie Lausanne-Sports zur ersten Mannschaft. Am 1. Februar 2010 wechselte Rey von Lausanne-Sport zum FC Lugano.